# 庫巴伊夫卡
48°36′38″N 24°47′48″E / 48.61056°N 24.79667°E
庫巴伊夫卡（烏克蘭語：Кубаївка），是烏克蘭的村落，位於該國西部伊萬諾-弗蘭科夫斯克州，由納德沃爾納亞區負責管轄，面積3平方公里，2022年人口15，人口密度每平方公里17.67人。